# 바실리 폴레노프

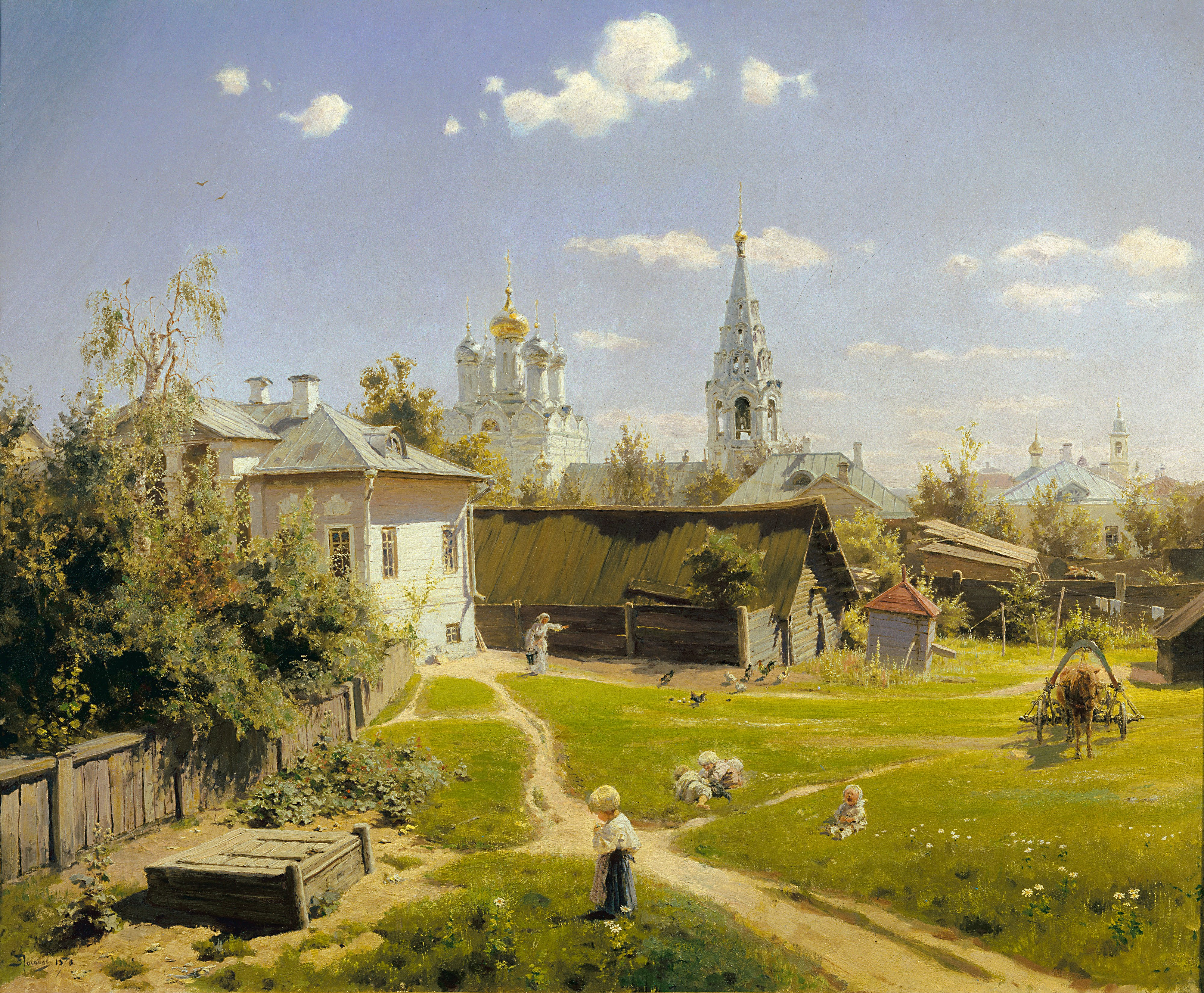
〈모스크바 뜰〉(Московский дворик), 1878년, 트레티야코프 미술관

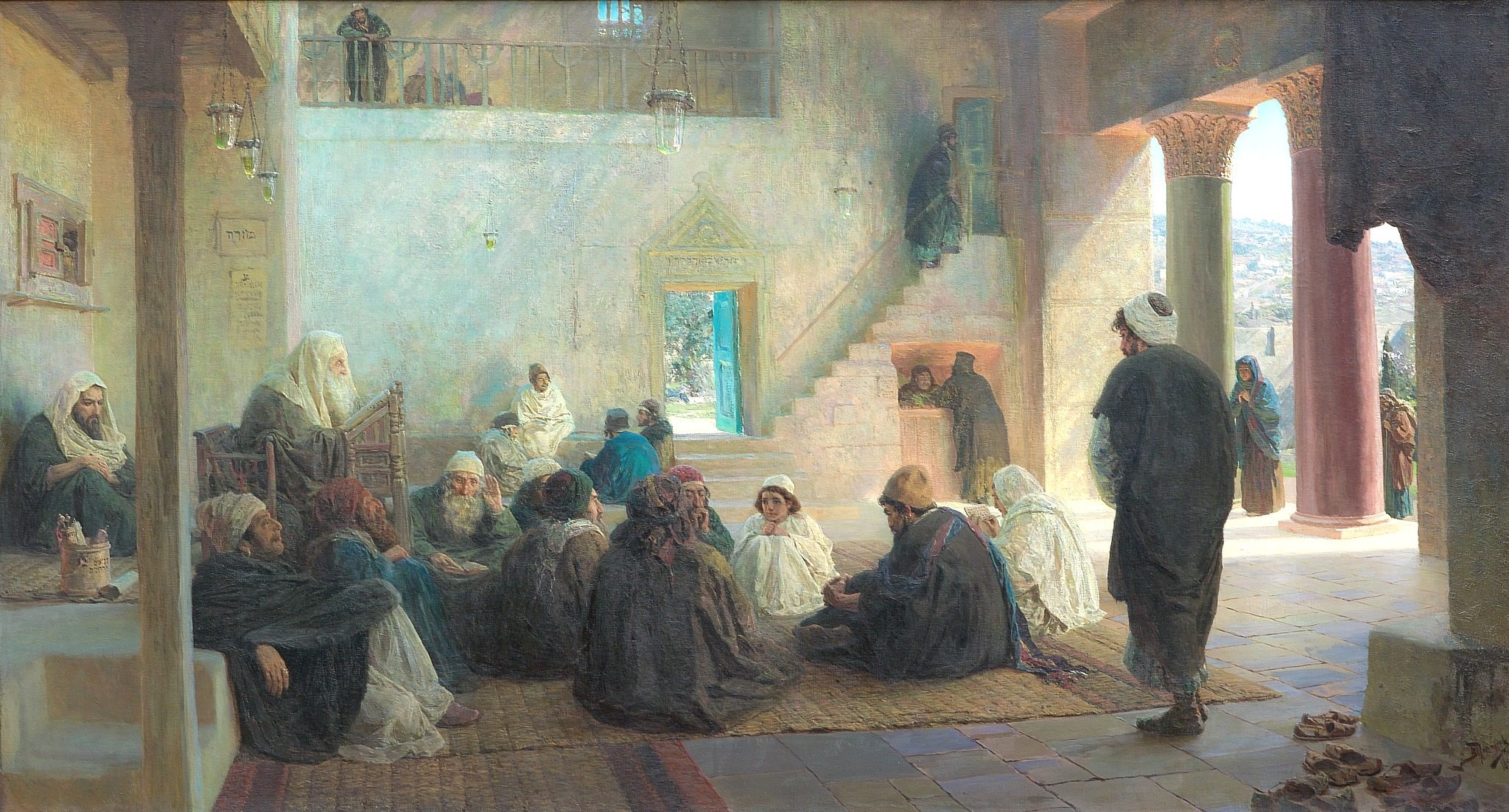
〈의사들 사이의 그리스도〉(Среди учителей), 1896년, 트레티야코프 미술관

바실리 드미트리예비치 폴레노프(러시아어: Василий Дмитриевич Поленов, 1844년 6월 1일~1927년 7월 18일)는 사실주의 예술가들의 이동파(Передвижники) 운동을 지지하던 러시아의 풍경화가이다. 유럽과 러시아의 전통 회화를 모두 구현했던 그는 당시 "미의 기사"라고 불렸다. 그는 "예술은 행복과 기쁨을 증진해야 한다."라는 인생관을 갖고 살았으며 화가이자 휴머니스트로서 예술, 문화, 교육의 문명화 사명을 진심으로 믿었다.